# Angel Torres Quesada
Ángel Torres Quesada (Cadis, 1940) és un escriptor andalús de literatura de ciència-ficció.

## Biografia
Els seus inicis van ser dins de la sèrie B del gènere en la col·lecció Luchadores del Espacio d'Editorial Valenciana amb la novel·la Un mundo llamado Badoom (1963), encara que el gruix de la seva carrera dins de la literatura de ciència-ficció popular va estar dins d'Editorial Bruguera, on va signar les seves novel·les amb el pseudònim de A. Thorkent i desenvolupar la Saga del Orden Estelar, la segona sèrie de novel·les de ciència-ficció més important publicada a Espanya per darrere de la Saga de los Aznar, de Pascual Enguídanos.
A la dècada de 1970, va donar el salt a la "literatura seriosa" de ciència-ficció, escrivint clàssics com La Trilogía de los Dioses, La Trilogía de las Islas, Las Grietas del Tiempo, Los Sicarios de Dios o Los Vientos del Olvido, una de les seves millors novel·les que va resultar profètica per retratar set anys abans dels Atemptats de l'11 de setembre de 2001 la situació política actual sobre les polítiques antiterroristes que va practicar l'administració Bush.
També ha escrit relats clàssics com l'experiment Amanecer / anochecer en la Playa i recentment Grup Editorial AJEC l'ha publicat la novel·la Las Sendas Púrpuras(2010), amb la qual Ángel Torres Quesada resultar finalista en una passada edició del Premi Minotauro de literatura fantàstica i En la Ciudad Oscura (2011)
Guanyador del Premi UPC en 1992 i el de la Setmana Negra en 2000, el 2005 va rebre el reconeixement de la AEFCFyT, el Premi Gabriel, a tota una vida de dedicació als gèneres abans citats.

## Obra:[2]

### Novel·les i novel·les curtes
- Rebeldes en Dangha (1973)
- Dios de Dhrule I (1980)
- Dios de Dhrule II (1980)
- Dios de Kerlhe I (1981)
- Caronte en el infierno (1984)
- Walkar bajo el terror (1984)
- Aliado de la Tierra (1984)
- Las murallas de Hongara (1985)
- El planeta de la luna rota (1985)
- El enigma de la Luna (1985)
- Cadete del espacio (1985)
- La furia de los malditos (1985)
- El digno de Wrangull (1985)
- El hacedor de mundos (1985)
- La extraña aventura de Caronte (1985)
- El día que llegaron los Kherles (1985)
- Un alínea en el espacio (1985)
- Los amos del Sello (1985)
- Pasaporte a las estrellas (1985)
- Y los Kherles dijeron... (1985)
- Dios de Kerlhe II (1981)
- Las islas del infierno (1988)
- Las islas del paraíso (1988)
- Las islas de la guerra (1988)
- La dama de plata (1990)
- El círculo de piedra (1992)
- Whyharga (1993)
- Los vientos del olvido (1995)
- Un paraíso llamado Ara (1999)
- Sombras en la eternidad (2001)
- Las Sendas Púrpuras(2010)
- En la Ciudad Oscura (2011)
- Estigia" (2011)

### Contes
- Centro de violencia controlada (1968)
- Un asunto endemoniado (1979)
- El ángel malo que surgió del sur (1981)
- Sueños (1994)
- Machote, machote (1995)
- El destino del empalador (1996)
- La colina del brezo (1997)
- Amanecer en la playa (1997).
- Tres milenios… más o menos (1999)
- Ciclos (Ángel Torres)|Ciclos (1999)
- Volvieron de otro mundo (2001)
- El visitante (2001)
- El trovador (2001)
- Las pelotas que vinieron del espacio (2001)
- Dos milenios… más o menos (2001)
- Los desafiantes (2001)
- Un casino para el infierno (2001)
- Ya sólo nos queda Pharir (2002)
- El hierro y la piedra (2002)
- Fuego eterno (2002)
- Atardecer en la playa (2004)
- Anochecer en la playa (2005)

## Premis
- 1991: Premio UPC por El círculo de piedra
- 2004: Premio Gabriel
- 1994: Premio Domingo Santos por Sueños -Finalista.
- 1996: Premio Domingo Santos por El destino del empalador-Finalista.
- 1997: Premio Domingo Santos por Se vende tiempo-Finalista.
- 1998: Premio Alberto Magno de relato por Un paraíso llamado Ara-Finalista.
- 2001: Premio Alberto Magno de relato por El visitante-Finalista.